# Гута (оаза)

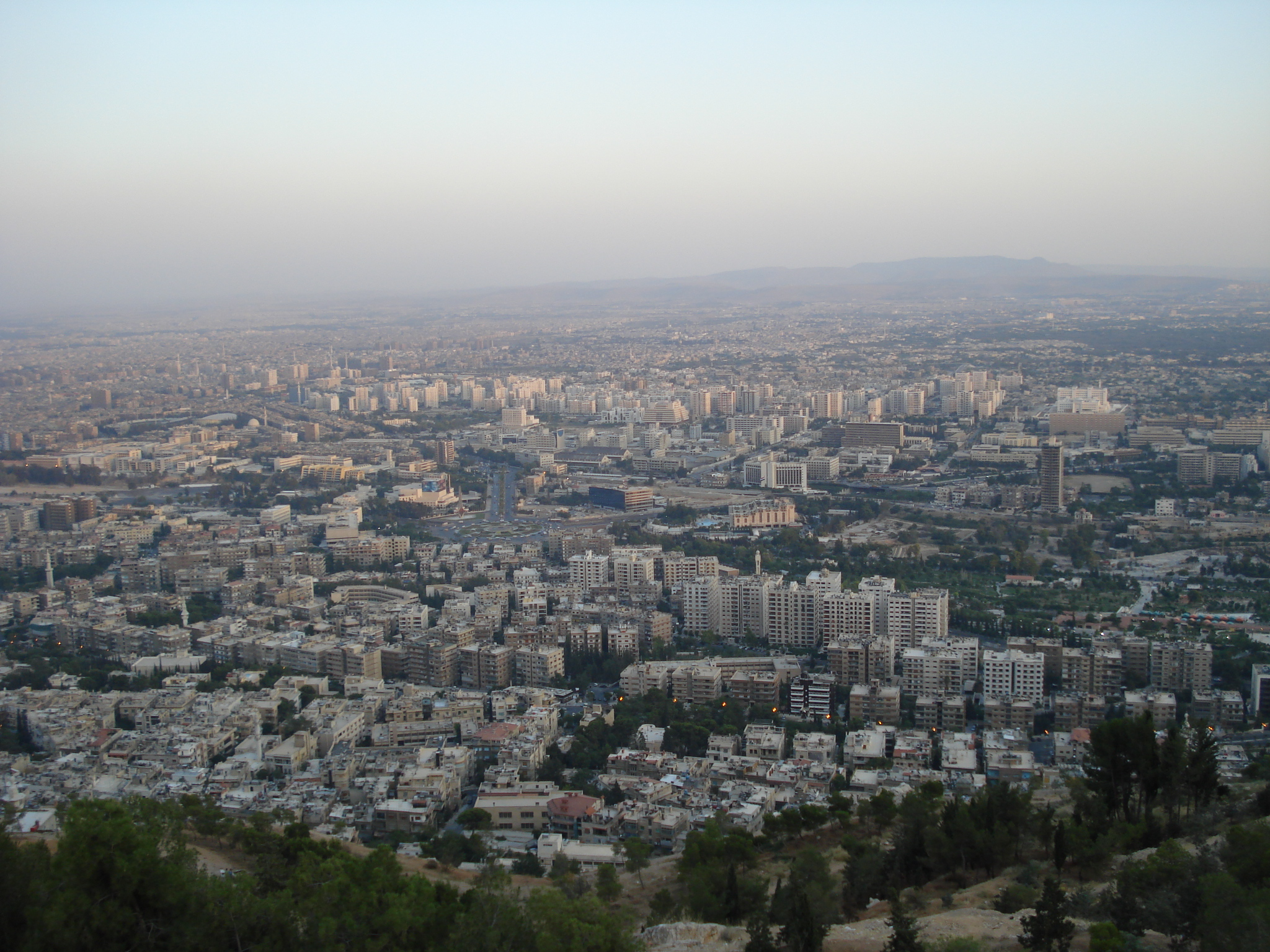
Вид з Джабаль-Касьюну

Гута — оаза в Сирії, яка поширюється від Дамаска на захід, південь і схід. На півночі обмежується горою Джабаль-Касьюн. Це зелений, сільськогосподарський пояс, що є місцем відпочинку для жителів міста, особливо у весняний період.

## Історія
У бронзову добу Гута був малонаселеним лісовим і болотним районом.
У середні віки номади використовували безлюдні прикордонні райони для випасу худоби, у середині XIX століття почали з'являтися орні ділянки.
21 серпня 2013 року в районі оази Гута була проведена хімічна атака, яка забрала життя понад 1100 людей.

## Географія

### Гідрологія
Воду оаза отримує в основному від річок Барада і Ель-Аавадж. Ділиться на Західну і Східну Гуту. Велика частина води річки Барада не тече природним шляхом, тому, що з давніх часів набатеї, сирійці і римляни побудували та підтримували систему іригаційних споруд для зрошення прилеглої рівнини.

### Флора
В оазі ростуть сливи, тополі, горіхові дерева, вирощується бавовник, кукурудза, люцерна, зелений ячмінь і зелена пшениця.

### Екологія
Оаза Гута має велику кількість різноманітних екологічних проблем. Наприклад, потерпає через зниження рівня річної кількості опадів. Це призводить до зниження рівня ґрунтових вод в деяких частинах оази та дефіциту води, зокрема посух. Крім того, значно погіршують екологію забруднювальні речовини з відходів і стічних вод промисловості Дамаску.

## Цікаві
В оазі багато стародавніх руїн та 15 історичних монастирів, а також низка курганів і археологічних пам'яток.